# Los Odres
Los Odres es una aldea perteneciente al municipio de Moratalla, en la Región de Murcia, España. Situada en la comarca natural del Noroeste. a 3 kilómetros de distancia de la localidad vecina de Cañada de la Cruz. Está considerado el pueblo más alto de la región de Murcia. Cuenta con 25 habitantes, en su mayoría gente de mayor edad, que viven de la agricultura de secano (cereal y almendra), y de la ganadería de ovino y caprino para carne. En los últimos años se ha abierto al turismo rural gracias a la cercanía de importantes parajes naturales.

## Geografía y Medio Natural
La Aldea de Los Odres se encuentra dentro del Municipio de Moratalla, en la ladera Sur del Pico Revolcadores, que con 2.015 metros de altitud, es el más alto de la Cordillera Noroeste de la Región. Se encuentra al pie del pico más alto de la región (a 1.378 metros de altura sobre el nivel de mar).
En referencia a la fauna. En las sierras cercanas abundan los jabalíes y pervive la cabra montés, al igual que el ciervo, especie que ha regresado tras unas décadas extinguido. En sus alrededores se practica la caza del jabalí, perdiz, conejo, liebre paloma torcaz, etc. siendo una de las mejores zonas de la región de Murcia debido a que todas estas variedades de animales se pueden encontrar en gran cantidad y calidad.
La gran mayoría de bosques cercanos son de pino (carrasco, negral), con presencia no desdeñable de la carrasca o encina y ejemplares notables de sabina.

### Climatología
Por su altitud media y situación geográfica noroeste, que le permite tener una media de precipitaciones más importante que la mayoría de las comarcas del centro y sur de la región. Los inviernos son fríos en comparación con otras zonas de la región y las nevadas normales, pero no muy abundantes. En verano las temperaturas son también menos tórridas en comparación con el resto de la región.

## Entorno y acceso
Se puede acceder a la aldea a través de la Autovía del Noroeste, a unos 70 minutos desde la Capital de la Región de Murcia.